# Edouard Adam
Edouard Adam (1911 - tháng 12 năm 1944) là một linh mục và tử đạo Công giáo La Mã người Luxembourg-Bỉ.

## Cuộc đời
Edouard Adam sinh ra trong gia đình có cha mẹ là người Luxembourg ở Ciney (25 km về phía đông nam Namur), Bỉ. Ông theo học các trường ở Floreffe và Bastogne và được thụ phong linh mục vào năm 1935. Ngài làm việc tại Institut Saint-Joseph ở Carlsbourg (Paliseul), từng giữ chức vụ tuyên úy ở Barsy (Flostoy), một xã của Havelange, và là một linh mục giáo xứ ở Lomprez (xã ở đô thị Wellin) từ năm 1942.
Ông bị bắt vào tháng 7 năm 1944 vì các hoạt động kháng chiến và bị đưa đến trại tập trung Neuengamme cùng với Joseph-Adolphe Alzinger, nơi ông qua đời vào tháng 12 năm 1944 ở tuổi 33.